# Høgste Breakulen
Høgste Breakulen (1 952 m ö.h.) är ett norskt berg och Jostedalsbreens högsta punkt. Toppen markerar gränsen mellan Lusters och Stryns kommuner i Sogn og Fjordane fylke.